# Ильичёвский сельсовет (Красноярский край)
Ильичёвский сельсове́т — сельское поселение в Шушенском районе Красноярского края.
Административный центр — посёлок Ильичёво.

## История
Статус и границы сельского поселения установлены Законом Красноярского края от 24 декабря 2004 года № 13-2866 «Об установлении границ и наделении соответствующим статусом муниципального образования Шушенский район и находящихся в его границах иных муниципальных образований»

## Население
| 2010 | 2012  | 2013  | 2014  | 2015  | 2016  | 2017  |
| ---- | ----- | ----- | ----- | ----- | ----- | ----- |
| 3019 | ↗3075 | ↗3087 | ↗3100 | ↘3055 | ↘2982 | ↘2924 |

## Состав сельского поселения
В состав сельского поселения входят 5 населённых пунктов:
| № | Населённый пункт | Тип населённого пункта          | Население |
| - | ---------------- | ------------------------------- | --------- |
| 1 | Алтан            | посёлок                         | 332       |
| 2 | Ермолаево        | деревня                         | 125       |
| 3 | Зарничный        | посёлок                         | 365       |
| 4 | Ильичёво         | посёлок, административный центр | 2151      |
| 5 | Корнилово        | деревня                         | 46        |

## Местное самоуправление
Ильичёвский сельский Совет депутатов
Дата избрания: 14.03.2010. Срок полномочий: 5 лет. Количество депутатов: 10
Глава муниципального образования
- Меркель Иван Александрович. Дата избрания: 14.03.2010. Срок полномочий: 5 лет